# Acquasanta (Marino)
Il quartiere dell'Acquasanta è un quartiere storico della città di Marino, in provincia di Roma, nell'area dei Castelli Romani.

## Storia

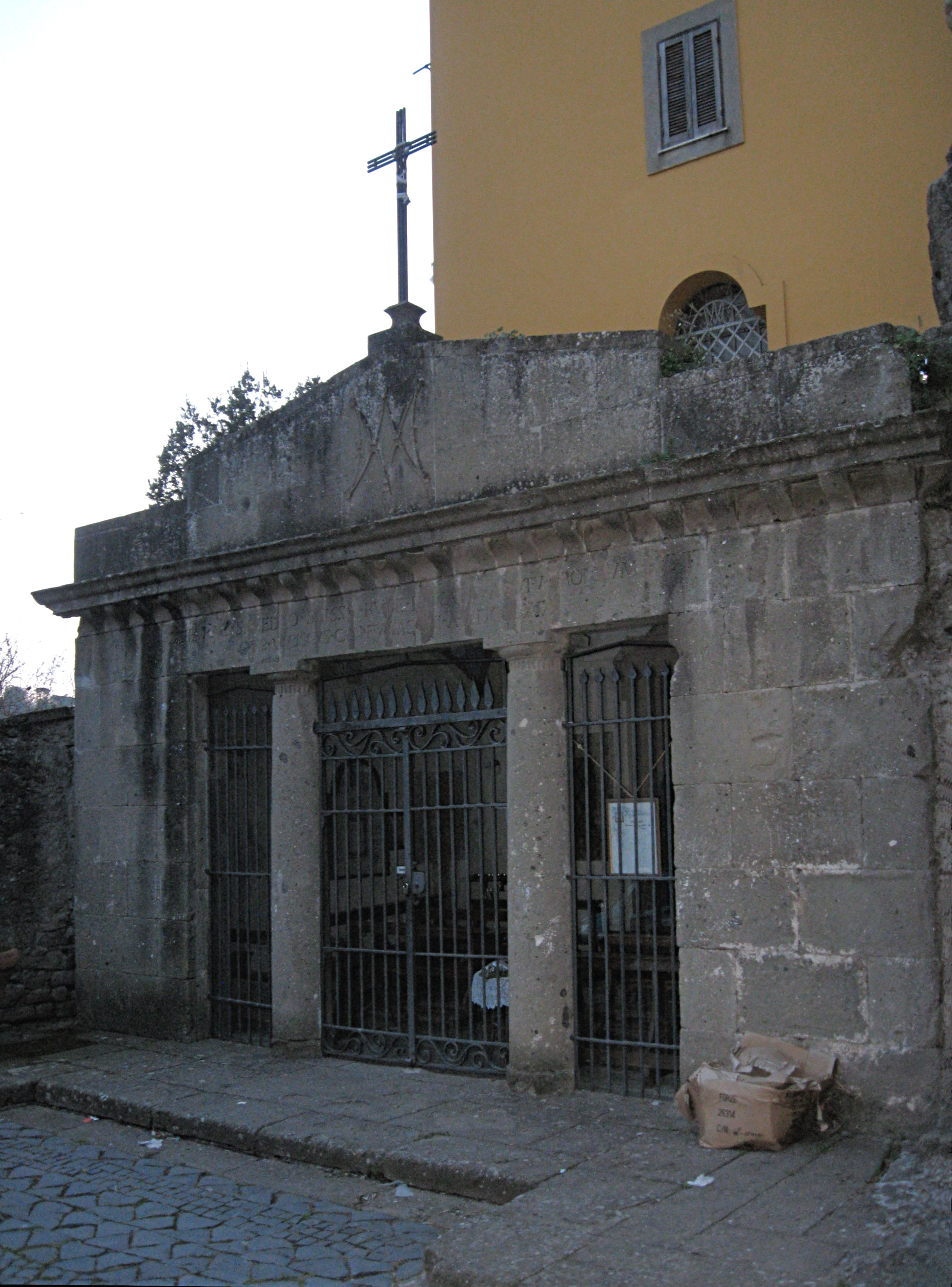
Scorcio del pronao del santuario di Santa Maria dell'Acquasanta.

Il quartiere iniziò a svilupparsi intorno al santuario di Santa Maria dell'Acquasanta, fuori dalle mura di Marino, lungo la principale strada di accesso al castello da sud. Questa strada era anche la strada corriera per Napoli, variante medioevale alla via Appia, che per lungo tempo fu il principale collegamento tra Roma e l'Italia meridionale: essa scendeva dalla porta cosiddetta Napoletana (in dialetto marinese semplicemente "'a Porta") lungo l'attuale via Antonio Fratti, poi attraversava la marana delle Pietrare probabilmente in prossimità della torre d'Ammonte e risaliva il crinale esterno del cratere del lago Albano coincidendo più o meno con l'attuale via di Costa Caselle e poi con la strada statale 217 Via dei Laghi fino a Velletri.
La salita a Marino doveva risultare un tratto particolarmente impegnativo ed accidentato, almeno a giudicare dalla leggenda di fondazione del santuario dell'Acquasanta. Si racconta infatti che la Madonna sia apparsa a salvare un viaggiatore che aveva perso il controllo del suo cavallo sull'erta discesa. D'altra parte l'edicola mariana era anche una sorta di custode silente posto all'ingresso del paese, analogamente alla Madonna de 'u Sassu collocata nel Cinquecento presso porta Romana, accesso settentrionale all'abitato, nel quartiere Borgo Garibaldi.
In prossimità del quartiere c'erano le prime cave di peperino, presso le quali la Confraternita del Gonfalone ebbe il suo primo Oratorio. Nel 1824 fu realizzato il pronao in peperino del Santuario dell'Acquasanta, mentre al tempo di papa Gregorio XVI, attorno al 1835, fu edificato il Ponte Gregoriano, la nuova strada d'accesso a Marino che ancora oggi è in funzione.
Adiacente al Santuario, negli anni novanta del XX secolo il Comune ed il Comitato di Quartiere hanno realizzato il Parco dell'Acquasanta, un'area verde situata attorno al corso della Marana delle Pietrare che include anche l'antico Fontanile d'Ammonte, fontanile pubblico utilizzato fino all'inizio XX secolo per il bucato, e la Torre d'Ammonte, torre di vedetta duecentesca che caratterizza quella vista di Marino. Sono interessanti, nel quartiere, anche alcune latomie della cave di peperino non più utilizzate.

## Monumenti e luoghi d'interesse

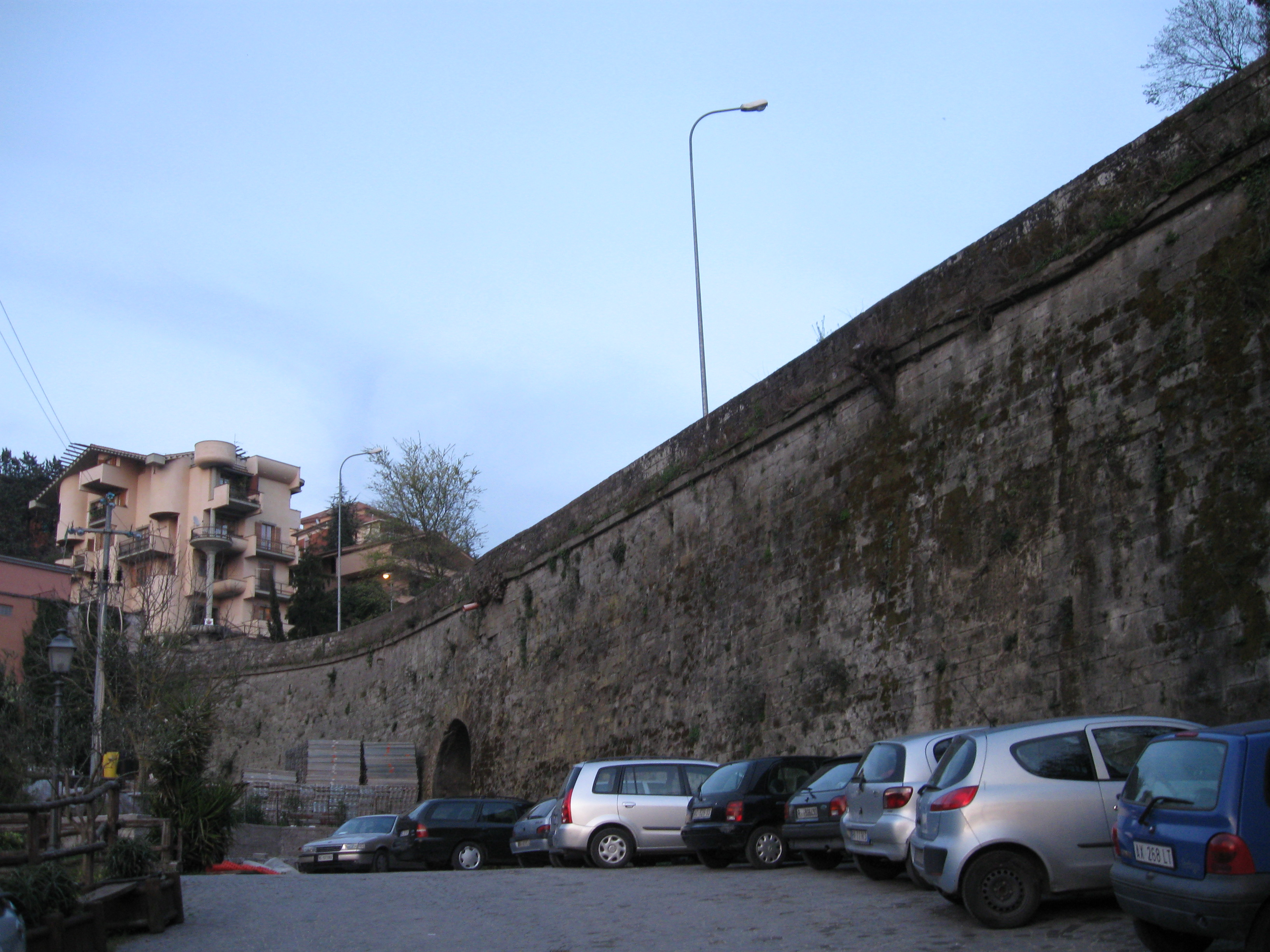
Il tratto iniziale del viadotto del cosiddetto Ponte Gregoriano

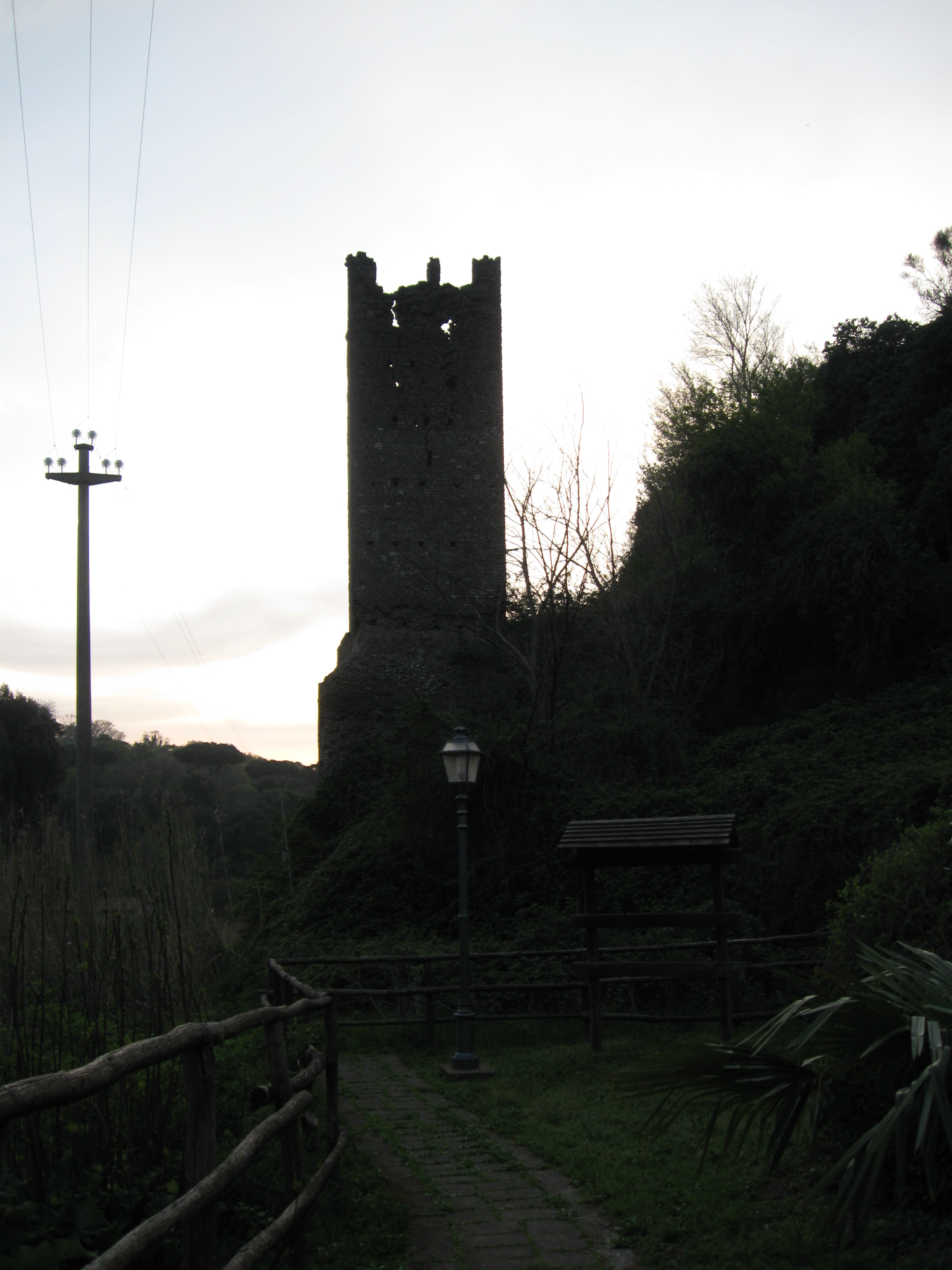
La torre d'Ammonte

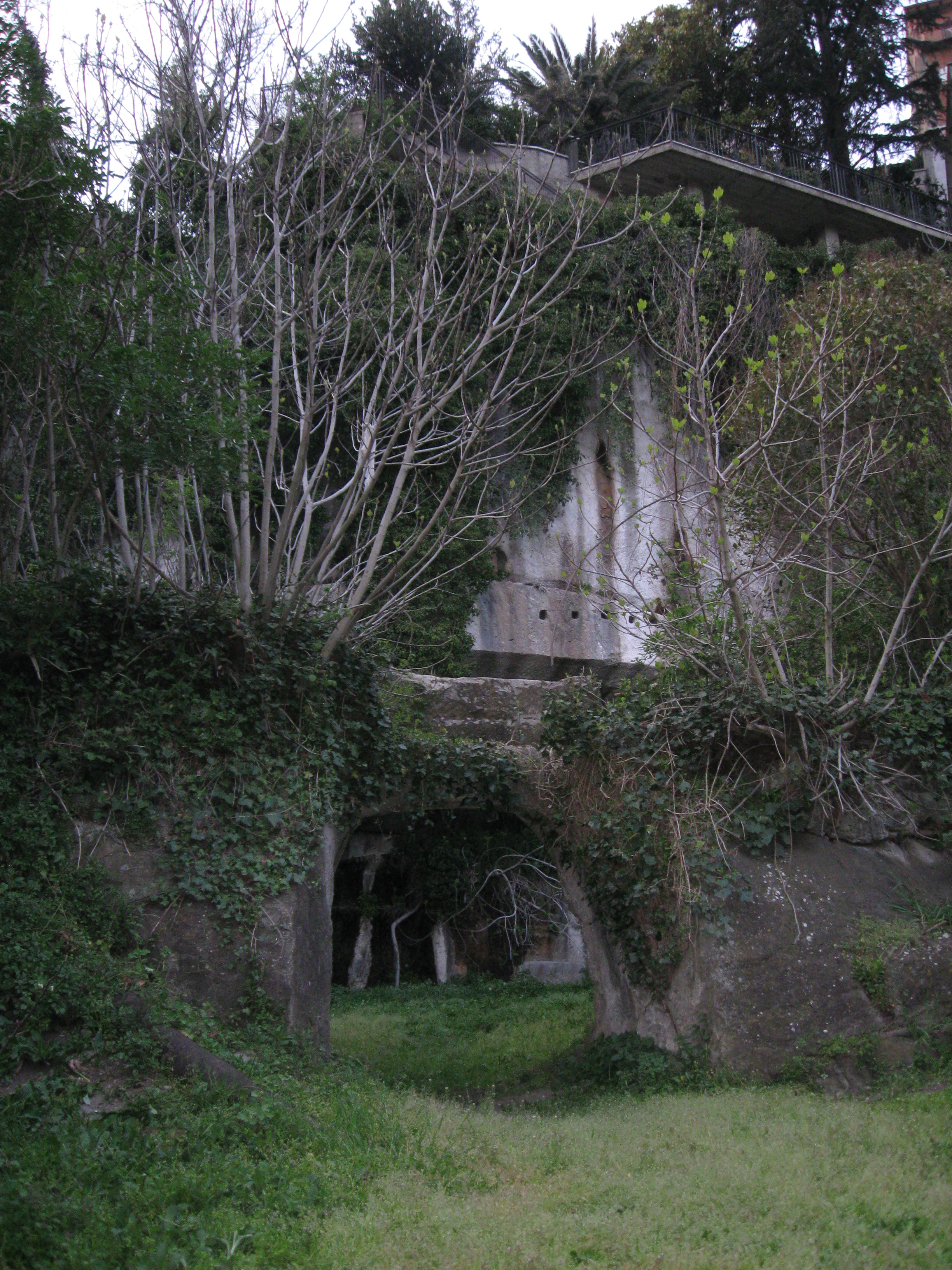
Ingresso di una cava di peperino dismessa nel parco dell'Acquasanta

### Architetture religiose

#### Santuario dell'Acquasanta
Il santuario è uno dei luoghi di culto più antichi di Marino. L'immagine della Madonna qui custodita risalirebbe all'incirca al VI secolo, ma la prima attestazione storica certa di una particolare venerazione per questa immagine risale alla fine del Duecento, quando san Bonaventura da Bagnoregio, allora cardinale vescovo della diocesi suburbicaria di Albano, si recò in visita all'Acquasanta. Il santuario venne costruito attorno all'edicola mariana alla metà del Cinquecento, e restaurato nelle forme attuali con l'aggiunta del pronao neoclassico ad opera dell'architetto Matteo Lovatti all'inizio dell'Ottocento. Negli anni Ottanta del Novecento il santuario e soprattutto l'immagine sono stati oggetto di restauro e studi ad opera dell'architetto Vincenzo Antonelli.
Parte del santuario è scavata nella viva roccia di peperino. Sulla parete destra del santuario tra l'altro, rimuovendo l'intonaco, è stato rinvenuto un canale scavato in epoca antica in servizio ad una grotta vicina, probabilmente un santuario romano o addirittura pre-romano dedicato alla dea indigena Ferentina (si tenga presente che il vicino bosco di Marino si chiama Bosco Ferentano).
Il Santissimo Crocifisso di Marino fu custodito inizialmente nel santuario (altare laterale a sinistra) prima di essere trasportato nella chiesa della Santissima Trinità nel 1637.

### Architetture civili

#### Il Ponte Gregoriano
L'accesso a Marino da sud era rappresentato da una ripida discesa in cui si incontravano le vie provenienti da Costa Caselle (antica strada corriera per Napoli) e da Castel Gandolfo (via Maremmana Inferiore), pressappoco nell'area dell'attuale piazzale Zaccaria Negroni (ingresso Stadio comunale) e poi da un'erta salita verso il centro storico (attuale via Antonio Fratti).
Fu papa Gregorio XVI a commissionare la "variante" di accesso all'abitato. Papa Cappellari, bergamasco, frequentava Marino già prima di diventare papa. Salito al Soglio non mancò quasi mai di venire in visita a Marino durante le villeggiature presso le Ville Pontificie di Castel Gandolfo. Dimostrò una particolare predilezione per Marino elevandola a sede di Governo e poi al titolo di Città e donandole il collegio della Congregazione dei Padri della Dottrina Cristiana per l'istruzione dei ragazzi maschi (per le femmine già esisteva l'Istituto delle Maestre Pie Venerini dal 1732).

### Architetture militari

#### La torre d'Ammonte
La torre cosiddetta d'Ammonte è un edificio caratteristico di Marino a causa del bizzarro stato in cui è stata ridotta dagli agenti atmosferici nel corso dei secoli.
Databile al XIV secolo, apparterrebbe perciò al complesso difensivo allestito da Giordano Orsini nella seconda metà del Trecento.

### Aree naturali

#### La Marana
Quella che in dialetto marinese è semplicemente "'a Marana" in realtà ha assunto varie denominazioni nel corso della storia: marana di San Bonaventura, fosso delle Pietrare, fosso di Patatona.
Quel che è certo è che si tratta di un corso d'acqua a carattere torrentizio proveniente dall'area umida del Barco Colonna, alimentato dalle sorgenti di Monte Cavo. La Marana scorre nei territori comunali di Rocca di Papa, Marino, Ciampino.